# El Golfete
El Golfete – jezioro w północno-wschodniej Gwatemali, w departamencie Izabal, o powierzchni 61 km². Stanowi rozszerzenie rzeki Dulce, która wypływa wcześniej z jeziora Izabal. Rzeka ta wypływa z jeziora El Golfete i płynie dalej w kierunku wschodnim, uchodząc do Zatoki Amatique (Morze Karaibskie).